# Błona podśluzowa
Błona podśluzowa (łac. tunica submucosa) – łącznotkankowa błona leżąca pod błoną śluzową. Umożliwia ograniczoną przesuwalność błony śluzowej względem podłoża. Zawiera naczynia krwionośne, włókna nerwowe, zazwyczaj także małe gruczoły wydzielnicze, które produkują i wydzielają śluz na powierzchnię błony śluzowej.
Błona podśluzowa występuje na całej długości przewodu pokarmowego. Poza tym znajduje się m.in. w jamie nosowej (produkuje tu wodnistą wydzielinę zawierającą niewielkie ilości białek).

Przeczytaj ostrzeżenie dotyczące informacji medycznych i pokrewnych zamieszczonych w Wikipedii.